# Clania ignobilis
The Faggot Case Moth (Clania ignobilis) là một loài bướm đêm thuộc họ Psychidae. Nó được tìm thấy ở New South Wales, Queensland, Nam Úc, Tasmania và Victoria.
Adult males have wingspan of about 30 mm. Con cái không có cánh.
Ấu trùng ăn Eucalyptus, Betula pendula, Callitris và Pinus species.

## Hình ảnh

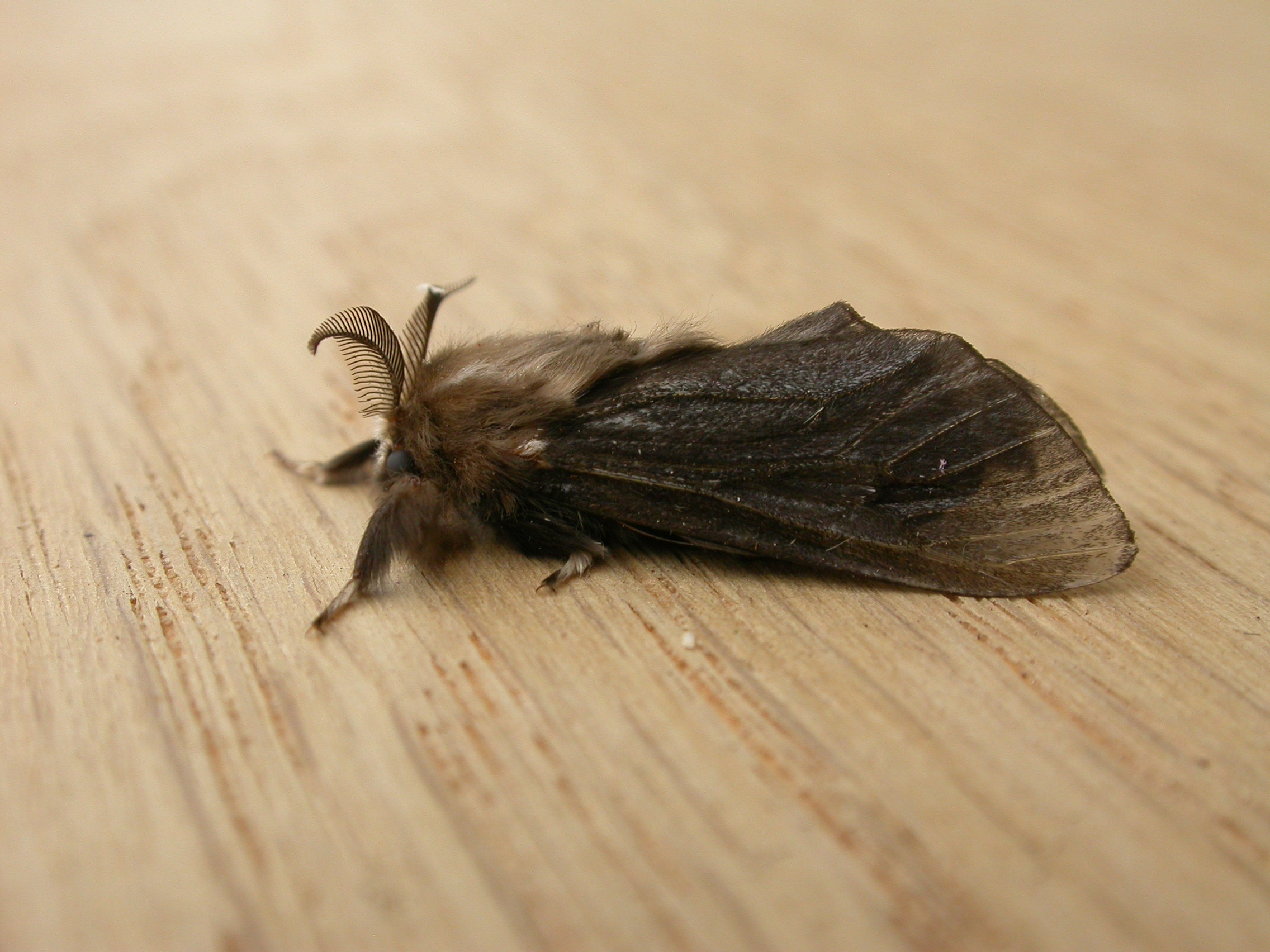